# خیسترن، افریسل
خیسترن، افریسل (به هلندی: Geesteren)، یک منطقه مسکونی زیبا و سرسبز در استان اوترخت هلند است. این منطقه مسکونی که در نزدیکی شهر توبرخن واقع شده، مکانی آرام و دلنشین است که مناظر طبیعی چشم‌نوازی دارد. جمعیت خیسترن در آخرین سرشماری ۴۲۸۸ نفر گزارش شده که نشان‌دهنده جو دوستانه و صمیمی این منطقه است.
تاریخ خیسترن به قرون وسطی بازمی‌گردد، زمانی که این منطقه روستایی بکر و دست‌نخورده بود و کشاورزان و چوپانان در آن زندگی می‌کردند. با گذشت زمان، خیسترن رشد کرد و به یک جامعه پویا تبدیل شد، اما همچنان اصالت و سادگی خود را حفظ کرد.
این منطقه به خاطر طبیعت زیبا و سرسبز خود معروف است و فرصت‌های بی‌نظیری برای فعالیت‌های تفریحی در فضای باز مانند پیاده‌روی، دوچرخه‌سواری و پیک‌نیک ارائه می‌دهد. همچنین، خیسترن خانه گونه‌های متنوعی از گیاهان و جانوران است که آن را به بهشتی برای طبیعت‌گرایان و عکاسان تبدیل کرده است.
یکی از ویژگی‌های برجسته خیسترن، معماری تاریخی و جذاب آن است. خانه‌های سنتی هلندی با سقف‌های شیروانی و پنجره‌های بزرگ، همراه با کلیساهای قدیمی و آسیاب‌های بادی، مناظر خیسترن را شکل می‌دهند. این منطقه همچنین خانه موزه‌ها و گالری‌های هنری متعددی است که فرهنگ و تاریخ غنی منطقه را به نمایش می‌گذارند.
خیسترن همچنین به خاطر سیستم آموزشی باکیفیت خود شناخته می‌شود. این منطقه دارای مدارس ابتدایی و متوسطه‌ای است که آموزش‌های عالی به کودکان ارائه می‌دهند. دانشگاه توبرخن که در نزدیکی خیسترن واقع شده، نیز فرصت‌های آموزشی عالی برای ساکنین فراهم می‌کند.
علاوه بر این، خیسترن یک جامعه پویا و فعال دارد که رویدادهای فرهنگی و هنری متعددی را برگزار می‌کند. از جمله این رویدادها می‌توان به جشنواره موسیقی تابستانی، نمایشگاه‌های هنری و بازارچه‌های محلی اشاره کرد که بازدیدکنندگان زیادی را از سراسر منطقه به خود جذب می‌کنند.
در مجموع، خیسترن هلند، مکانی آرام و زیبا برای زندگی است که ترکیبی جذاب از طبیعت سرسبز، جامعه‌ای صمیمی و فرصت‌های فرهنگی و آموزشی را ارائه می‌دهد. این منطقه مسکونی، مقصدی ایده‌آل برای کسانی است که به دنبال زندگی در محیطی آرام و سرشار از زیبایی‌های طبیعی هستند.